# (17412) Kroll
(17412) Kroll (1988 KV) – planetoida z pasa głównego asteroid okrążająca Słońce w ciągu 3,73 lat w średniej odległości 2,4 j.a. Odkryta 24 maja 1988 roku.